# Good News from the Next World
Good News from the Next World är ett studioalbum av det skotska bandet Simple Minds, utgivet 1995. Albumet producerades av Keith Forsey tillsammans med Simple Minds. "She's a River" och "Hypnotized" släpptes som singlar.
8 juli 1995 spelade Simple Minds på Cirkus i Stockholm. Man återvände 13 augusti och spelade då på Riddarholmsscenen när det var Stockholms Vattenfestival. På turnén spelade förutom Jim och Charlie, även Malcolm Foster (bas), Mark Schulman (trummor) och Mark Taylor (syntar).

## Låtlista[1]
1. She's a River – 5:32
2. Night Music – 5:24
3. Hypnotized – 5:53
4. Great Leap Forward – 5:56
5. 7 Deadly Sins – 5:11
6. And the Band Played On – 5:32
7. My Life – 5:16
8. Criminal World – 5:03
9. This Time – 4:58

## Musiker[1]
- Jim Kerr: sång
- Charles Burchill: gitarr, synt
- Bas: Mark Browne, Malcolm Foster, Marcus Miller, Lance Morrison
- Trummor: Mark Schulman, Tal Bergman, Vinnie Colaiuta